# Copa Brasil de Balonismo
A Copa Brasil de Balonismo é uma tradicional competição disputada no Balonismo. É organizado pela Confederação Brasileira de Balonismo e algumas Federações estaduais, como a Federação Paulista de Balonismo e a Federação Mineira de Balonismo
Em 2011, foram disputadas etapas em Ribeirão Preto e São Carlos-SP de 2 a 5 de junho; em São Lourenço-MG de 7 a 10 de julho; e em Leme-SP de 15 a 18 de agosto de 2011.
Além das disputas que acontecerão durante todos os dias, os organizadores irão promover no dia 4 de junho, no Estádio Luisão, o Night Glow, que é a apresentação noturna onde os balões ficam presos ao solo por cordas, exibindo luzes e cores.